# Ингеборга Шведская
Ингеборга Магнусдоттер Шведская (дат. Ingeborg Magnusdatter af Sverige; 1277, Швеция — 15 августа 1319, Роскилле) — королева-консорт Дании, жена короля Дании Эрика VI. Дочь короля Швеции Магнуса Ладулоса и Хельвиг Гольштейнской.

## Жизнь
Ингеборга была дочерью короля Швеции Магнуса III и Хельвиг Гольштейнской. В 1288 году между Ингеборгой и королём Дании Эриком VI был заключён брак, однако свадьба состоялась только в 1296 году в Хельсингборге. Брак был частью династической политики: в 1298 году её брат, король Швеции Биргер женился на сестре её мужа, принцессе Марте. Брак не мог состояться до 1297 года из-за конфликта между её супругом и архиепископом Йенсом Грандом.
Королева Ингеборга описывается как красивая и нежная. Считается, что она не играла никакой политической роли. У неё было восемь сыновей, все умерли в младенчестве, а также шесть выкидышей. Различные источники сообщают, что детей было от восьми до четырнадцати; в любом случае её многочисленные беременности заканчивались либо выкидышами, либо рождением детей, которые вскоре умирали.
Она и её муж были союзниками её старшего брата, короля Биргера и сестры Магнуса Марты Шведской во время борьбы за шведский трон: они дали убежище их сыну в 1306 году, а в 1318 году сами Биргер и Марта нашли у них укрытие.
В 1318 году королева Ингеборга родила сына, который выжил при рождении: она показала его народу из своего экипажа — ребёнок выскользнул из её хватки, упал на мостовую и сломал шею. После этого она из-за тоски удалилась в монастырь в Роскилле.
Согласно одной из версий Магнус заставил её уйти в монастырь, обвиняя в гибели сына; согласно другой — она сама приняла это решение из-за скорби, вызванной гибелью её братьев Эрика и Вальдемара Магнуссонов. В 1319 году она предсказала свою собственную смерть, а также смерть своего супруга и архиепископа. Вскоре после этого она умерла, а затем умер и её муж.